# 屈坦
屈坦（法語：Cutting，法語發音：[kytɛ̃]）是法国摩泽尔省的一个市镇，属于萨尔堡-萨兰堡区。

## 地理
屈坦（48°50'56"N, 6°50'4"E）面积5.62 平方千米，位于法国大東部大區摩泽尔省，该省份为法国东北部内陆省份，是洛林的一部分，西南接默尔特-摩泽尔省，东临下莱茵省，北与卢森堡和德国接壤。
与屈坦接壤的市镇（或旧市镇、城区）包括：栋农莱迪约兹、比代斯特罗夫、洛斯特罗夫、卢德勒凡、罗尔巴克莱迪约兹、佐芒日。

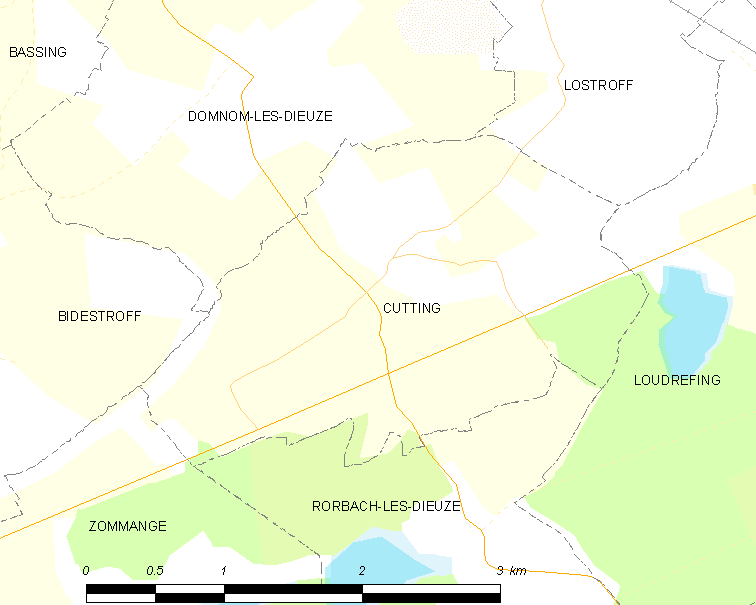
屈坦的OSM定位图

屈坦的时区为UTC+01:00、UTC+02:00（夏令时）。

## 行政
屈坦的邮政编码为57260，INSEE市镇编码为57161。

## 政治
屈坦所属的省级选区为索努瓦县。

## 人口

1962-2008年间屈坦人口变化图示

屈坦于2022年1月1日时的人口数量为101人。